# لیپوویتس کوشچیلنه
لیپوویتس کوشچیلنه (به لاتین: Lipowiec Kościelny) یک روستا در لهستان است که در گمینا لیپوویتس کوشچیلنه واقع شده‌است.